# Barrera de hielo Larsen
La barrera de hielo Larsen (del inglés: Larsen Ice Shelf) es una extensa plataforma de hielo localizada a lo largo de la costa oriental de la península Antártica, en la parte noroeste del mar de Weddell. Fue denominada en honor al capitán noruego Carl Anton Larsen, quien en diciembre de 1893 navegó a lo largo de la barrera en el Jason hasta la latitud 68°10'S.

## Geografía
Antes de su colapso parcial la barrera de hielo Larsen comprendía desde el cabo Longing (o cabo Deseo, 64°34′S 58°48′O / -64.567, -58.800) hasta el cabo Mackintosh (72°53′S 60°03′O / -72.883, -60.050) en la península Kemp. 
Más específicamente, la barrera de hielo Larsen es una serie de tres barreras que ocupan (u ocupaban) distintas porciones de la costa. De norte a sur, los tres segmentos se han denominados por los investigadores que trabajan en el área:
- Larsen A, la más pequeña, que se desintegró en enero de 1995;
- Larsen B, que se desintegró casi en su totalidad en febrero de 2002, si bien quedan algunos sectores remanentes;
- Larsen C, se desprendió una gran parte el 12 de julio de 2017. Pesa más de un billón de toneladas.

Este tipo de desintegración no está fuera de lo usual, y no ha habido incremento en la tasa de creación de témpanos a lo largo de cinco décadas, ya que generalmente las barreras de hielo pierden masa por el desprendimiento de témpanoss, fracturándose y fundiéndose sus superficies superiores e inferiores. Estas desintegraciones no estarían vinculadas a ningún calentamiento climático en la península Antártica.

### Extensión de la barrera previa al colapso
- Larsen A: desde el cabo Longing hasta los nunataks Foca y la isla Robertson (65°10′S 59°40′O / -65.167, -59.667), sobre la costa Nordenskjöld de la Tierra de Graham.
- Larsen B: desde la isla Robertson hasta la península Jason (66°10′S 61°20′O / -66.167, -61.333), sobre la costa Oscar II.
- Larsen C: desde la península Jason hasta el cabo Mackintosh. Corresponde a la parte sur de la costa Oscar II, la costa Foyn, la costa Bowman, la costa Wilkins y la costa Black.

### Extensión actual de la barrera
- Larsen A: el remanente se halla aislado sobre los nunataks Foca y la isla Robertson en la costa Nordenskjold.
- Larsen B: desde el cabo Disappointment (o Desengaño 65°33′S 61°43′O / -65.550, -61.717) hasta la península Jason, sobre la costa Oscar II.
- Larsen C: desde la península Jason hasta el cabo Mackintosh en la costa Black.

### Colapso de la barrera de hielo

Fragmentos de Larsen B en 2005.

Entre el 31 de enero y el 7 de marzo de 2002 la barrera Larsen B colapsó y se quebró. 3.250 km² de hielo de 200 m de espesor se desprendieron desintegrándose. Anteriormente la barrera había estado estable por 12.000 años, básicamente todo el período Holoceno desde la última edad de hielo, según investigadores de la Universidad de Queen. En contraste, el estudio indica que Larsen A no existió durante una parte significativa de ese período y los cambios comenzaron hace 4000 años. 
A pesar de su gran edad, Larsen B estuvo en problemas al momento del colapso, con las corrientes cálidas fundiendo la parte inferior de la barrera. Lo que especialmente sorprendió a los especialistas fue la velocidad de la ruptura, que duró unas tres semanas. Un factor que no se había previsto fue el poderoso efecto del agua líquida de los estanques de agua de deshielo que se forman en la superficie durante las cerca de 24 h de luz del día en verano. El agua fluyó hacia abajo por las grietas y actuando como una multitud de cuñas hizo palanca en la plataforma.
El colapso de Larsen B ha revelado una proliferación del ecosistema 800 m bajo el mar. A pesar de estar cerca del congelamiento y la falta de sol, una comunidad de almejas y una fina capa de bacterias están prosperando en sedimentos submarinos. El descubrimiento fue accidental, científicos del Programa Antártico de Estados Unidos estuvieron en el noroeste del mar de Weddell investigando las marcas de sedimento en un profundo glaciar del doble del tamaño de Texas.
En julio de 2017 ocurre un colapso en el sector Larsen C, el cual da origen al iceberg A68, descrito como el iceberg más grande de la historia desde 1957, con 5800 km².
Lo estudios muestran que en la actual era interglaciar la antigua barrera Larsen A, que era la más al norte y fuera del círculo polar antártico, ha previamente colapsado hace cerca de 4.000 años. El máximo de hielo de la actual era fue hace 200 años. La velocidad del glaciar Crane se triplicó después del colapso de Larsen B.

## Reclamaciones territoriales
Argentina incluye a la barrera de hielo Larsen en el departamento Antártida Argentina dentro de la provincia de Tierra del Fuego, Antártida e Islas del Atlántico Sur; para Chile forma parte de la Comuna Antártica de la provincia Antártica Chilena dentro de la Región de Magallanes y de la Antártica Chilena; y para el Reino Unido integra el Territorio Antártico Británico. Las tres reclamaciones están restringidas por los términos del Tratado Antártico.
Nomenclatura de los países reclamantes:
- Argentina: barrera de hielos Larsen
- Chile: plataforma de Hielo Larsen
- Reino Unido: Larsen Ice Shelf (en:)